# Fascio di Catania
Il Fascio di Catania fu il primo dei fasci siciliani a essere creato. Fu fondato il 1º maggio del 1891 da Giuseppe de Felice Giuffrida. Il movimento fu un tentativo di riscatto delle classi meno abbienti, inizialmente formato dal proletariato urbano ed a cui si aggiunsero braccianti agricoli, "zolfatai" (minatori), lavoratori della marineria ed operai. Essi protestavano sia nei confronti della proprietà terriera siciliana, spesso collusa con ambienti mafiosi, sia dello stato, che appoggiava apertamente la classe benestante.

## Storia
Il fascio nacque dopo il dissolvimento, agli inizi del 1891, dell'Associazione Democratica di Catania utilizzando gli stessi locali per iniziativa di De Felice che, riuniti circa 50 soci, costituì un "Fascio dei lavoratori" basato finanziariamente sul regolare contributo degli stessi. Venne costituito il mutuo soccorso per fornire medici e medicine agli ammalati e un "Magazzino cooperativo" per i generi di prima necessità che, acquistati all'ingrosso, veniva venduti a prezzi moderati gravati solo di un piccolo contributo di amministrazione consentendo risparmio alle famiglie indigenti. Istituì anche l'assicurazione collettiva, alimentata dai soci allo scopo di erogare un sussidio alle famiglie dei soci defunti.
Caratteristica del "Fascio" era quella di essere aperto a chiunque e non solo ai "socialisti" con il risultato di ottenere in breve tempo una grandissima quantità di aderenti, raccogliendo contribuzioni sufficienti ad aprire nuove sedi. 
L'articolo 4 era un esempio della volontà dei fasci di dare potere ai lavoratori: